# Artur Boruc
Artur Boruc (ur. 20 lutego 1980 w Siedlcach) – polski piłkarz, który występował na pozycji bramkarza. W latach 2004–2017 reprezentant Polski. Uczestnik Mistrzostw Świata 2006 oraz Mistrzostw Europy 2008 i 2016. 

## Kariera klubowa

### Początki

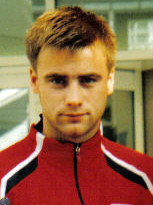
Artur Boruc (2007)

Pochodzi z usportowionej rodziny, jego ojciec w czasach młodości przez wiele lat uprawiał hokej na lodzie w barwach siedleckiej Pogoni. Boruc zainteresował się piłką nożną w drugiej klasie szkoły podstawowej. Na pierwszy trening 9-letniego Boruca zaprowadził jego starszy brat, Robert. Wkrótce został pierwszym golkiperem zespołu juniorów młodszych Pogoni. W 1993 wraz z juniorami Pogoni wziął udział w międzynarodowych mistrzostwach w piłce nożnej dzieci i młodzieży Dana Cup w duńskim Hjørring.
W wieku 16 lat Boruc zaliczył pierwszy mecz w gronie seniorów – w sezonie 1995/1996 zadebiutował w I zespole Pogoni, podczas ligowego spotkania przeciwko Orlętom Łuków o mistrzostwo ówczesnej III ligi. W sezonie 1997/1998 zdobył natomiast z Pogonią Wojewódzki Puchar Polski.

### Legia Warszawa
W 1998 jako zawodnik reprezentacji Polski U-19 wystąpił na Stadionie Wojska Polskiego w sparingowym meczu z Legią Warszawa. Po udanym występie został zaproszony przez działaczy „Wojskowych” do uczestnictwa w obozie szkoleniowym na Sycylii, a następnie został zawodnikiem Legii. Na zmianę z Wojciechem Kowalewskim był bramkarzem drugiej drużyny. Jesienią 2000 trafił w ramach wypożyczenia do drugoligowej drużyny Dolcanu Ząbki, gdzie grał do końca rundy. 
Wiosną 2001 wrócił do Legii, gdzie rozpoczął treningi z pierwszym zespołem. 8 marca 2002 zadebiutował w Ekstraklasie w meczu z Pogonią Szczecin, zmieniając w bramce Radostina Stanewa. Od tego czasu stał się podstawowym zawodnikiem zespołu, który w tym samym sezonie sięgnął po Mistrzostwo Polski oraz Puchar Ligi. W europejskich pucharach zadebiutował 12 sierpnia 2004 meczem Pucharu UEFA z FC Tbilisi. W barwach Legii strzelił również swoją jedyną bramkę w Ekstraklasie, wykorzystując rzut karny w meczu z Widzewem w 2004.

### Celtic

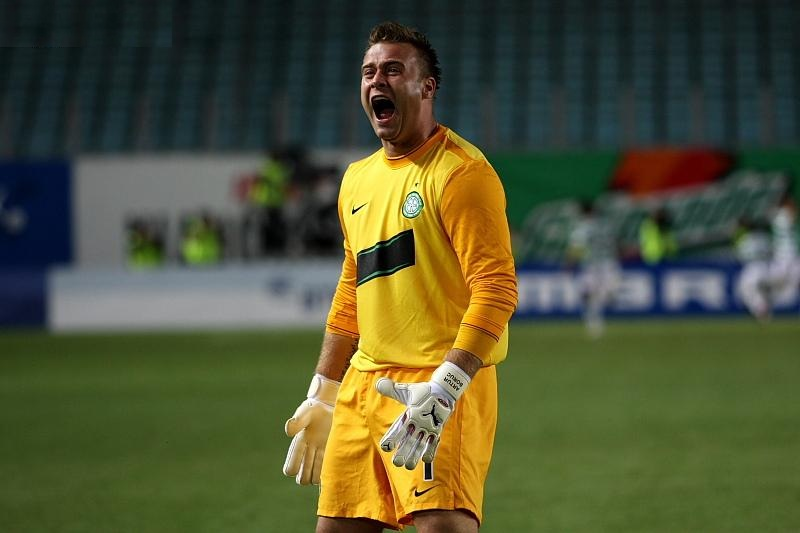
Artur Boruc w barwach Celticu (2009)

W lipcu 2005 został wypożyczony do Celticu (umowę podpisał 20 lipca 2005), gdzie szybko stał się pierwszym bramkarzem. Po kilku miesiącach został przez szkocki klub wykupiony definitywnie za 1,5 mln euro. W tym samym sezonie Celtic został Mistrzem Szkocji i wywalczył Puchar Ligi Szkockiej. W sezonie 2006/2007 rozegrał swój pierwszy mecz w fazie grupowej Ligi Mistrzów.
Pomimo przeprowadzki do Glasgow, Artur nie zerwał więzów z Legią Warszawa. 18 kwietnia 2007 podczas meczu 22. kolejki Orange Ekstraklasy można było go zobaczyć wśród warszawskich kibiców, podczas meczu z Wisłą Płock.
W 2008 władze Celticu ukarały Artura Boruca grzywną 50 tysięcy funtów za złamanie zakazu picia alkoholu podczas przedsezonowego tournée w Holandii.
23 października 2008 Artur Boruc został ukarany przez komisję dyscyplinarną Scottish Football Association grzywną w wysokości 500 funtów oraz ostrzeżeniem przed podobnym tego typu zachowaniem w przyszłości, za obraźliwe gesty wykonywane w stronę kibiców Rangers podczas spotkania derbowego, które miało miejsce 31 sierpnia 2008.

### Fiorentina

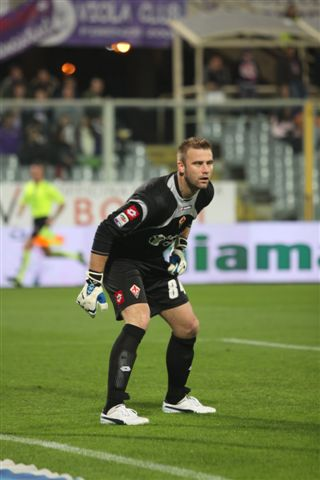
Boruc podczas ligowego meczu Fiorentiny (2010)

12 lipca 2010 ACF Fiorentina ogłosiła, że porozumiała się z Celtikiem w sprawie transferu Boruca i Polak podpisze z nią kontrakt po przejściu testów medycznych. 14 lipca 2010 Fiorentina ogłosiła na swojej stronie internetowej, że Polak przeszedł testy medyczne i podpisał kontrakt z klubem. Kwota transferu wyniosła 3,6 mln euro. Pierwsze tygodnie Boruca we Florencji nie były jednak udane, ponieważ przegrywał on rywalizację o miano pierwszego bramkarza z Sébastienem Freyem. Dzięki kontuzji Francuza, która miała miejsce w październiku, Boruc został pierwszym bramkarzem „Fiołków”. Polski bramkarz był pewnym punktem swojej drużyny, swoją grą zmuszając Freya do odejścia z klubu przed początkiem sezonu 2011/2012. Boruc zakończył sezon z 36 spotkaniami w Serie A, jednak po sezonie Fiorentina nie zdecydowała się na skorzystanie z klauzuli przedłużającej kontrakt z klubem i Boruc stał się wolnym graczem.

### Southampton
22 września 2012 na zasadzie wolnego transferu przeszedł do angielskiego Southampton F.C., podpisując kontrakt obowiązujący do 30 czerwca 2013. Jego debiut w drużynie nastąpił 20 października 2012 w przegranym meczu ligowym z West Hamem United. W marcu 2013 podczas meczu ligowego z Norwich City, Boruc obronił rzut karny w 93. minucie meczu, dzięki czemu Southampton zremisowało 0-0. W meczu 31. kolejki Premier League, Southampton pokonało na St Mary’s Stadium, 2:1 drużynę londyńskiej Chelsea. W pierwszym składzie „Świętych” wyszedł Artur Boruc. Reprezentant Polski doznał jednak zawrotów głowy i w przerwie został zmieniony. 18 kwietnia 2013 „Holy Goalie” przedłużył kontrakt ze „Świętymi” do 2015. 2 listopada 2013 w meczu ze Stoke, bramkę strzelił mu bramkarz przeciwników Asmir Begović, a bramka ta została uznana jako gol po strzale z największej odległości i trafiła do księgi rekordów Guinnessa. W przerwie pomiędzy sezonem 2013/14 a 2014/15 pomimo dobrej formy stracił swoje miejsce w pierwszym składzie na rzecz ściągniętego z Celticu, Frasera Forstera.

### Bournemouth

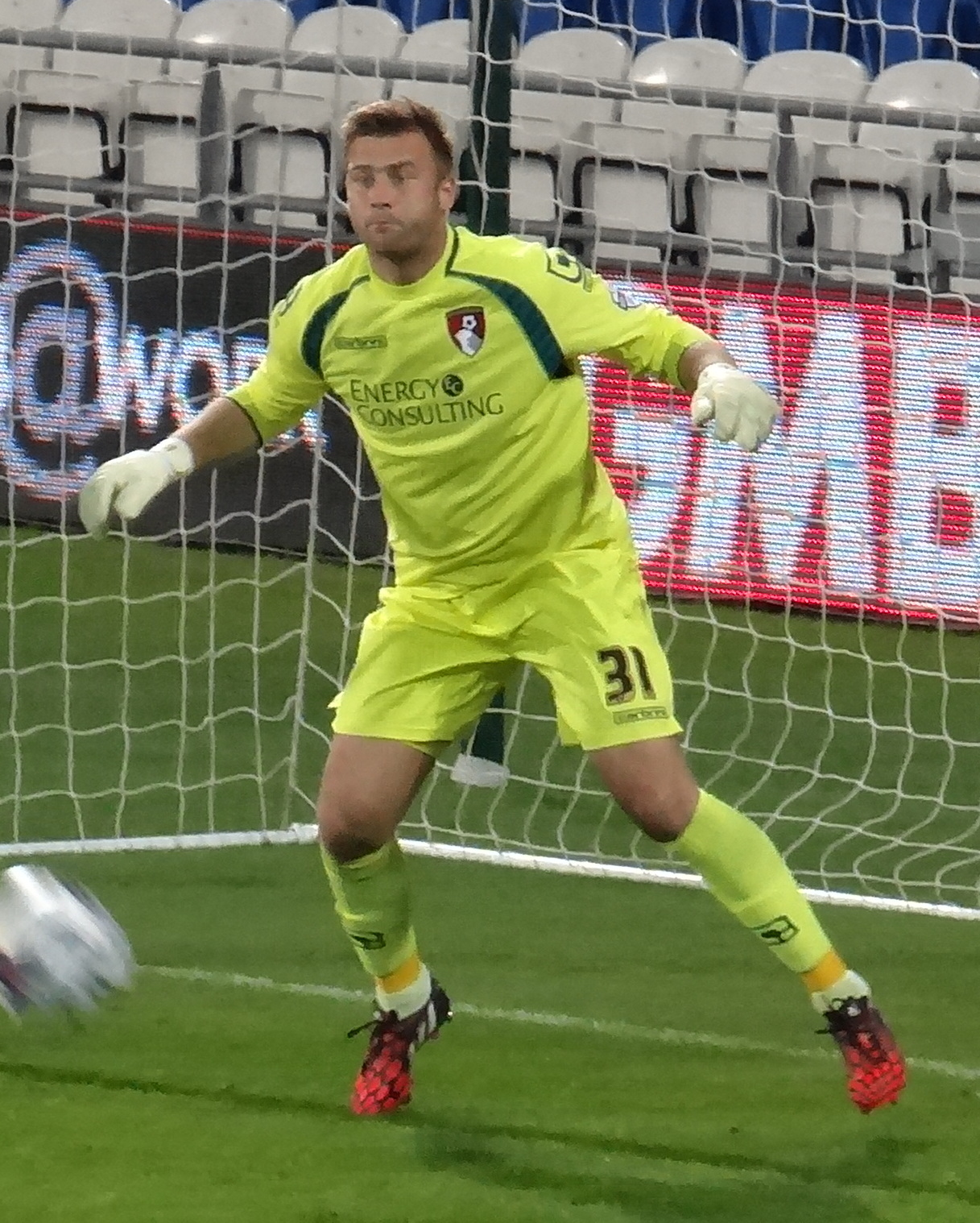
Boruc w barwach Bournemouth (2014)

19 września 2014 został na rok wypożyczony do A.F.C. Bournemouth, drużyny grającej wówczas w Championship. Zadebiutował dzień później w zremisowanym 1:1 meczu z Watfordem. W całym sezonie ligowym w 37 meczach 16 razy zachował czyste konto, bijąc swój rekord. Został też mistrzem Championship i awansował z nadmorskim klubem do Premier League. 26 maja 2015 podpisał nowy, roczny kontrakt z klubem. 16 czerwca 2016 przedłużył kontrakt o kolejny rok. 14 stycznia 2017, przeciwko Hull City, rozegrał swój 100. mecz w Premier League. 28 kwietnia 2017 przedłużył kontrakt z klubem do końca sezonu 2017/18. W sezonie 2016/17 trzy razy, najwięcej spośród wszystkich zawodników, wybierany był przez fanów Bournemouth, piłkarzem miesiąca (w sierpniu, we wrześniu i w marcu), a 13 maja 2017, został przez nich wybrany piłkarzem roku. Nagrodę odebrał tego samego dnia, przed meczem 37. kolejki Premier League z Burnley.

### Powrót do Legii
1 sierpnia 2020 podpisał roczny kontrakt z Legią Warszawa. Debiut zaliczył w pierwszym meczu swojej drużyny w sezonie 2020/21 – Legia pokonała wówczas 6:1 GKS Bełchatów w Pucharze Polski. W sezonie ligowym zdobył z klubem mistrzostwo kraju. 13 lutego 2022 rozegrał swój ostatni oficjalny mecz w karierze, przegrany 1:2 przeciwko Warcie Poznań w Ekstraklasie, w którym w 72. minucie dostał czerwoną kartkę za niesportowe zachowanie wobec Dawida Szymonowicza. Za incydent został zawieszony na trzy następne spotkania, otrzymał również karę pieniężną. Przy kolejnych meczach ligowych trener Aleksandar Vuković nie powoływał go nawet do szerokiej kadry, tłumacząc, że „Boruc stracił miejsce w składzie wyłącznie na własne życzenie”.
21 maja 2022 roku ogłoszono odejście Boruca z warszawskiego zespołu. 20 lipca 2022 roku odbył się mecz pożegnalny bramkarza, pod nazwą King’s Party, w którym Legia zmierzyła się ze szkockim Celtikiem, byłym klubem Boruca. Boruc rozegrał pierwsze 45 minut, w których goście zdobyli dwa gole i Legia przegrywała 0:2. Symbolicznie wszedł na boisko jeszcze raz w 90. minucie meczu, zmieniając Cezarego Misztę, przy stanie 2:2, którym to wynikiem ostatecznie zakończył się mecz.

## Kariera reprezentacyjna

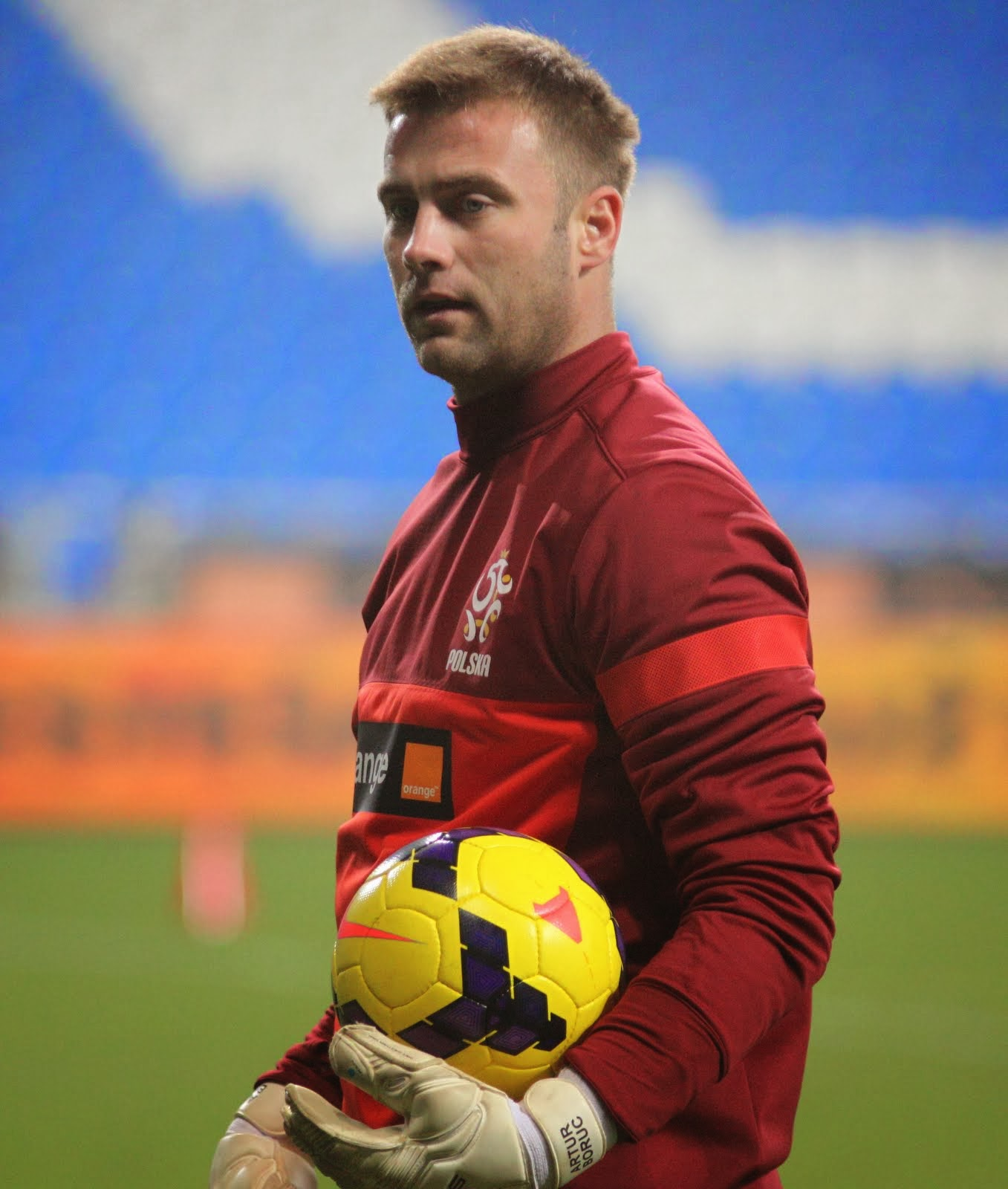
Artur Boruc podczas treningu reprezentacji Polski (2013)

Boruc zagrał jeden mecz w reprezentacji Polski U-17 oraz dwa w U-18. 28 kwietnia 2004 zadebiutował w pierwszej reprezentacji Polski. Prowadzona wówczas przez Pawła Janasa drużyna zremisowała w Bydgoszczy z Irlandią 0:0, a Boruc grał od 59. minuty. Początkowo był graczem rezerwowym, ale pod koniec eliminacji do Mistrzostw Świata 2006 po kontuzji Jerzego Dudka zajął miejsce w bramce drużyny narodowej.
15 maja 2006 selekcjoner Paweł Janas powołał go do 23-osobowej kadry na Mistrzostwa Świata w Niemczech, gdzie bronił we wszystkich trzech spotkaniach reprezentacji w pełnym wymiarze czasowym, puszczając cztery bramki. Mimo rozczarowującego występu biało-czerwonych Boruc zebrał dobre recenzje, zwłaszcza za mecz z Niemcami, za grę w którym otrzymał gratulacje od Prezydenta RP Lecha Kaczyńskiego.
Mimo dobrego występu na MŚ Boruc nie był pierwszą opcją nowego selekcjonera reprezentacji Leo Beenhakkera w eliminacjach Mistrzostw Europy. W pierwszym meczu eliminacji zagrał Jerzy Dudek, a w następnych Wojciech Kowalewski. Dopiero na skutek kary za żółte kartki dla Kowalewskiego Boruc zajął miejsce w składzie na wyjazdowy mecz z Belgią 15 listopada 2006 i nie oddał go już do końca eliminacji.
28 maja 2008 Beenhakker powołał go do kadry na Euro 2008 w Austrii i Szwajcarii.
Na Mistrzostwach Europy 2008 zagrał pełne 90 minut we wszystkich trzech meczach – z Niemcami, Austrią i Chorwacją. Mimo straconych 4 bramek (w tym jednej z karnego) podczas turnieju Boruc zebrał za swoją postawę bardzo pochlebne recenzje, zarówno wśród fachowców polskich jak i zagranicznych. Zbigniew Boniek powiedział, że „jedynym piłkarzem światowej klasy w polskiej reprezentacji był Artur Boruc”, a Wojciech Kowalczyk oznajmił, że Boruc „wybronił tyle sytuacji sam na sam”, że powinien zostać wytypowany do najlepszej jedenastki turnieju. Trener drużyny Chorwacji Slaven Bilić skomentował, że „gdyby nie świetna gra bardzo dobrego bramkarza jakim jest Artur Boruc, już do przerwy prowadzilibyśmy 2:0”. Bramkarz otrzymał najlepsze oceny ze wszystkich piłkarzy meczu Polska – Austria: 9 od SkySports i 8.0 od goal.com. Od serwisu sport.pl dostał notę 6/6 za mecz z Chorwacją. Po meczu z Austrią selekcjoner pozwolił mu opuścić zgrupowanie na jeden dzień, aby udał się do Warszawy w celu zobaczenia nowo narodzonego syna.
21 sierpnia 2008 został zawieszony na czas nieokreślony w prawach reprezentanta Polski, wraz z Dariuszem Dudką i Radosławem Majewskim, za „niedopuszczalne i nieodpowiedzialne zachowania” po zakończeniu meczu Polska – Ukraina. Do kadry powrócił 11 października, kiedy to zagrał od pierwszej minuty w wygranym 2:1 meczu eliminacji Mundialu 2010 z Czechami.
Po półtorarocznej przerwie w reprezentacji powrócił do niej już za kadencji Franciszka Smudy na mecz Polska – Ukraina zakończony remisem 1:1. Po dwóch meczach rozegranych z orłem na piersi Boruc został wyrzucony wraz z Michałem Żewłakowem z reprezentacji. Powodem takiej decyzji selekcjonera było aroganckie zachowanie obydwu zawodników wobec obsługi samolotu. Ponownie powołany do reprezentacji po prawie dwuipółletniej przerwie, tym razem przez Waldemara Fornalika na mecz towarzyski z Irlandią 6 lutego 2013, w którym zagrał w podstawowym składzie zespołu.
30 października 2013 został powołany przez trenera reprezentacji Polski Adama Nawałkę na dwa mecze towarzyskie ze Słowacją i Irlandią.
30 maja 2016, Adam Nawałka powołał go do kadry na Euro 2016. Na turnieju pełnił rolę rezerwowego natomiast Polska dotarła wówczas do ćwierćfinału, co było najlepszym wynikiem w historii jej występów na Mistrzostwach Europy.
14 listopada 2016 przeciwko Słowenii rozegrał swój 64. mecz w drużynie narodowej i stał się bramkarzem z drugą największą liczbą występów w historii reprezentacji Polski (pierwszy w klasyfikacji, Wojciech Szczęsny, wystąpił 84 razy, trzeci, Jan Tomaszewski, wystąpił z orłem na piersi 63 razy). 
1 marca 2017 poinformował o zakończeniu kariery reprezentacyjnej. 10 listopada 2017 zagrał mecz pożegnalny z Urugwajem. Wystąpił wówczas z numerem 65 oraz opaską kapitana, a w 44. minucie został uroczyście pożegnany przez piłkarzy i kibiców. Na boisku zastąpił go Łukasz Fabiański.

## Statystyki

### Klubowe
| Klub               | Sezon              | Liga               | Liga  | Liga   | Puchar kraju | Puchar kraju | Puchar ligi | Puchar ligi | Europa | Europa | Suma  | Suma   |
| Klub               | Sezon              | Liga               | Mecze | Bramki | Mecze        | Bramki       | Mecze       | Bramki      | Mecze  | Bramki | Mecze | Bramki |
| ------------------ | ------------------ | ------------------ | ----- | ------ | ------------ | ------------ | ----------- | ----------- | ------ | ------ | ----- | ------ |
| Legia Warszawa     | 2000/01            | I liga             | –     | –      | –            | –            | –           | –           | –      | –      | 0     | 0      |
| Legia Warszawa     | 2001/02            | I liga             | 5     | 0      | –            | –            | 1           | 0           | –      | –      | 6     | 0      |
| Legia Warszawa     | 2002/03            | I liga             | 12    | 0      | –            | –            | –           | –           | –      | –      | 12    | 0      |
| Legia Warszawa     | 2003/04            | I liga             | 26    | 1      | 4            | 0            | –           | –           | –      | –      | 30    | 1      |
| Legia Warszawa     | 2004/05            | I liga             | 26    | 0      | 10           | 0            | –           | –           | 4      | 0      | 40    | 0      |
| Legia Warszawa     | Ogólnie            | Ogólnie            | 69    | 1      | 14           | 0            | 1           | 0           | 4      | 0      | 88    | 1      |
| Celtic F.C.        | 2005/06            | SPL                | 34    | 0      | 1            | 0            | 4           | 0           | 1      | 0      | 40    | 0      |
| Celtic F.C.        | 2006/07            | SPL                | 36    | 0      | 5            | 0            | 2           | 0           | 8      | 0      | 51    | 0      |
| Celtic F.C.        | 2007/08            | SPL                | 30    | 0      | 4            | 0            | 2           | 0           | 9      | 0      | 45    | 0      |
| Celtic F.C.        | 2008/09            | SPL                | 34    | 0      | 3            | 0            | 4           | 0           | 6      | 0      | 47    | 0      |
| Celtic F.C.        | 2009/10            | SPL                | 28    | 0      | 2            | 0            | –           | –           | 8      | 0      | 38    | 0      |
| Celtic F.C.        | Ogólnie            | Ogólnie            | 162   | 0      | 15           | 0            | 12          | 0           | 32     | 0      | 221   | 0      |
| ACF Fiorentina     | 2010/11            | Serie A            | 26    | 0      | 1            | 0            | –           | –           | –      | –      | 27    | 0      |
| ACF Fiorentina     | 2011/12            | Serie A            | 36    | 0      | 1            | 0            | –           | –           | –      | –      | 37    | 0      |
| ACF Fiorentina     | Ogólnie            | Ogólnie            | 62    | 0      | 2            | 0            | 0           | 0           | 0      | 0      | 64    | 0      |
| Southampton        | 2012/13            | Premier League     | 20    | 0      | 1            | 0            | –           | –           | –      | –      | 21    | 0      |
| Southampton        | 2013/14            | Premier League     | 29    | 0      | –            | –            | –           | –           | –      | –      | 29    | 0      |
| Southampton        | Ogólnie            | Ogólnie            | 49    | 0      | 1            | 0            | 0           | 0           | 0      | 0      | 50    | 0      |
| Bournemouth (wyp.) | 2014/15            | Championship       | 37    | 0      | –            | –            | 2           | 0           | –      | –      | 39    | 0      |
| Bournemouth        | 2015/16            | Premier League     | 32    | 0      | –            | –            | –           | –           | –      | –      | 32    | 0      |
| Bournemouth        | 2016/17            | Premier League     | 35    | 0      | –            | –            | –           | –           | –      | –      | 35    | 0      |
| Bournemouth        | 2017/18            | Premier League     | –     | –      | 2            | 0            | 4           | 0           | –      | –      | 6     | 0      |
| Bournemouth        | 2018/19            | Premier League     | 12    | 0      | 1            | 0            | 4           | 0           | –      | –      | 17    | 0      |
| Bournemouth        | 2019/20            | Premier League     | –     | –      | –            | –            | –           | –           | –      | –      | 0     | 0      |
| Bournemouth        | Ogólnie            | Ogólnie            | 79    | 0      | 3            | 0            | 8           | 0           | 0      | 0      | 90    | 0      |
| Legia Warszawa     | 2020/21            | Ekstraklasa        | 25    | 0      | 1            | 0            | –           | –           | 4      | 0      | 29    | 0      |
| Legia Warszawa     | 2021/22            | Ekstraklasa        | 11    | 0      | 1            | 0            | –           | –           | 4      | 0      | 16    | 0      |
| Legia Warszawa     | Ogólnie            | Ogólnie            | 36    | 0      | 2            | 0            | 0           | 0           | 8      | 0      | 45    | 0      |
| Ogólnie w karierze | Ogólnie w karierze | Ogólnie w karierze | 457   | 1      | 36           | 0            | 21          | 0           | 44     | 0      | 561   | 1      |

### Reprezentacyjne
| Reprezentacja narodowa | Rok     | Występy | Gole |
| ---------------------- | ------- | ------- | ---- |
| Polska                 |         |         |      |
| 2004                   | 4       | 0       |      |
| 2005                   | 9       | 0       |      |
| 2006                   | 8       | 0       |      |
| 2007                   | 10      | 0       |      |
| 2008                   | 8       | 0       |      |
| 2009                   | 5       | 0       |      |
| 2010                   | 2       | 0       |      |
| 2011                   | 0       | 0       |      |
| 2012                   | 0       | 0       |      |
| 2013                   | 10      | 0       |      |
| 2014                   | 3       | 0       |      |
| 2015                   | 2       | 0       |      |
| 2016                   | 3       | 0       |      |
| 2017                   | 1       | 0       |      |
| Łącznie                | Łącznie | 65      | 0    |

| 1.  | 28.04.2004 | Bydgoszcz                  | Irlandia          | 0:0 | od 59' | Towarzyski, zmienił Jerzego Dudka                                    |
| 2.  | 29.05.2004 | Szczecin                   | Grecja            | 1:0 | od 46' | Towarzyski, zmienił Jerzego Dudka                                    |
| 3.  | 11.07.2004 | Chicago                    | Stany Zjednoczone | 1:1 | 90'    | Towarzyski, 11', obronił karnego w 11'                               |
| 4.  | 18.08.2004 | Poznań                     | Dania             | 1:5 | od 46' | Towarzyski, zmienił Jerzego Dudka                                    |
| 5.  | 09.02.2005 | Grodzisk Wielkopolski      | Białoruś          | 1:3 | od 46' | Towarzyski, zmienił Jerzego Dudka                                    |
| 6.  | 27.04.2005 | Chicago                    | Meksyk            | 1:1 | 90'    | Towarzyski                                                           |
| 7.  | 29.05.2005 | Szczecin                   | Albania           | 1:0 | 90'    | Towarzyski                                                           |
| 8.  | 17.08.2005 | Kijów                      | Izrael            | 3:2 | do 33' | 33', Memoriał Walerego Łobanowskiego                                 |
| 9.  | 03.09.2005 | Chorzów                    | Austria           | 3:2 | 90'    | El. Mundialu 2006                                                    |
| 10. | 07.09.2005 | Warszawa                   | Walia             | 1:0 | 90'    | El. Mundialu 2006                                                    |
| 11. | 07.10.2005 | Warszawa                   | Islandia          | 3:2 | 90'    | Towarzyski                                                           |
| 12. | 12.10.2005 | Manchester                 | Anglia            | 1:2 | 90'    | El. Mundialu 2006                                                    |
| 13. | 13.11.2005 | Barcelona                  | Ekwador           | 3:0 | do 66' | Towarzyski, zmieniony przez Jerzego Dudka                            |
| 14. | 01.03.2006 | Kaiserslautern             | Stany Zjednoczone | 0:1 | od 46' | Towarzyski, zmienił Jerzego Dudka                                    |
| 15. | 14.05.2006 | Wronki                     | Wyspy Owcze       | 4:0 | od 46' | Towarzyski, zmienił Tomasza Kuszczaka                                |
| 16. | 30.05.2006 | Chorzów                    | Kolumbia          | 1:2 | do 45' | Towarzyski, zmieniony przez Tomasza Kuszczaka                        |
| 17. | 03.06.2006 | Wolfsburg                  | Chorwacja         | 1:0 | 90'    | Towarzyski                                                           |
| 18. | 09.06.2006 | Gelsenkirchen              | Ekwador           | 0:2 | 90'    | Mundial 2006                                                         |
| 19. | 14.06.2006 | Dortmund                   | Niemcy            | 0:1 | 90'    | Mundial 2006                                                         |
| 20. | 20.06.2006 | Hanower                    | Kostaryka         | 2:1 | 90'    | Mundial 2006                                                         |
| 21. | 15.11.2006 | Bruksela                   | Belgia            | 0:1 | 90'    | El. Euro 2008                                                        |
| 22. | 07.02.2007 | Jerez de la Frontera       | Słowacja          | 2:2 | do 63' | Towarzyski, zmieniony przez Wojciecha Kowalewskiego                  |
| 23. | 24.03.2007 | Warszawa                   | Azerbejdżan       | 5:0 | 90'    | El. Euro 2008                                                        |
| 24. | 28.03.2007 | Kielce                     | Armenia           | 1:0 | 90'    | El. Euro 2008                                                        |
| 25. | 02.06.2007 | Baku                       | Azerbejdżan       | 3:1 | 90'    | El. Euro 2008                                                        |
| 26. | 06.06.2007 | Erywań                     | Armenia           | 0:1 | 90'    | El. Euro 2008                                                        |
| 27. | 22.08.2007 | Moskwa                     | Rosja             | 2:2 | do 45' | Towarzyski, zmieniony przez Tomasza Kuszczaka                        |
| 28. | 08.09.2007 | Lizbona                    | Portugalia        | 2:2 | 90'    | El. Euro 2008                                                        |
| 29. | 12.09.2007 | Helsinki                   | Finlandia         | 0:0 | 90'    | El. Euro 2008                                                        |
| 30. | 13.10.2007 | Warszawa                   | Kazachstan        | 3:1 | 90'    | El. Euro 2008                                                        |
| 31. | 17.11.2007 | Chorzów                    | Belgia            | 2:0 | 90'    | El. Euro 2008                                                        |
| 32. | 06.02.2008 | Larnaka                    | Czechy            | 2:0 | do 45' | Towarzyski, zmieniony przez Łukasza Fabiańskiego, obronił rzut karny |
| 33. | 26.03.2008 | Kraków                     | Stany Zjednoczone | 0:3 | 90'    | Towarzyski                                                           |
| 34. | 01.06.2008 | Chorzów                    | Dania             | 1:1 | 90'    | Towarzyski                                                           |
| 35. | 08.06.2008 | Klagenfurt am Wörthersee   | Niemcy            | 0:2 | 90'    | Euro 2008                                                            |
| 36. | 12.06.2008 | Wiedeń                     | Austria           | 1:1 | 90'    | Euro 2008                                                            |
| 37. | 16.06.2008 | Klagenfurt am Wörthersee   | Chorwacja         | 0:1 | 90'    | Euro 2008                                                            |
| 38. | 11.10.2008 | Chorzów                    | Czechy            | 2:1 | 90'    | El. Mundialu 2010                                                    |
| 39. | 15.10.2008 | Bratysława                 | Słowacja          | 1:2 | 90'    | El. Mundialu 2010                                                    |
| 40. | 11.02.2009 | Vila Real de Santo António | Walia             | 1:0 | od 46' | Towarzyski, zmienił Łukasza Fabiańskiego                             |
| 41. | 28.03.2009 | Belfast                    | Irlandia Północna | 2:3 | 90'    | El. Mundialu 2010                                                    |
| 42. | 12.08.2009 | Bydgoszcz                  | Grecja            | 2:0 | 90'    | Towarzyski                                                           |
| 43. | 05.09.2009 | Chorzów                    | Irlandia Północna | 1:1 | 90'    | El. Mundialu 2010                                                    |
| 44. | 09.09.2009 | Maribor                    | Słowenia          | 0:3 | 90'    | El. Mundialu 2010                                                    |
| 45. | 04.09.2010 | Łódź                       | Ukraina           | 1:1 | 90'    | Towarzyski                                                           |
| 46. | 09.10.2010 | Chicago                    | Stany Zjednoczone | 2:2 | 90'    | Towarzyski                                                           |
| 47. | 06.02.2013 | Dublin                     | Irlandia          | 0:2 | do 45' | Towarzyski, zmieniony przez Wojciecha Szczęsnego                     |
| 48. | 22.03.2013 | Warszawa                   | Ukraina           | 1:3 | 90'    | El. Mundialu 2014                                                    |
| 49. | 26.03.2013 | Warszawa                   | San Marino        | 5:0 | 90'    | El. Mundialu 2014                                                    |
| 50. | 04.06.2013 | Kraków                     | Liechtenstein     | 2:0 | od 34' | Towarzyski, zmienił Jerzego Dudka                                    |
| 51. | 07.06.2013 | Kiszyniów                  | Mołdawia          | 1:1 | 90'    | El. Mundialu 2014                                                    |
| 52. | 14.08.2013 | Gdańsk                     | Dania             | 3:2 | od 46' | Towarzyski, zmienił Wojciecha Szczęsnego                             |
| 53. | 06.09.2013 | Warszawa                   | Czarnogóra        | 1:1 | 90'    | El. Mundialu 2014                                                    |
| 54. | 10.09.2013 | Serravalle                 | San Marino        | 5:1 | 90'    | El. Mundialu 2014                                                    |
| 55. | 11.10.2013 | Charków                    | Ukraina           | 0:1 | 90'    | El. Mundialu 2014                                                    |
| 56. | 15.11.2013 | Wrocław                    | Słowacja          | 0:2 | 90'    | Towarzyski                                                           |
| 57. | 13.05.2014 | Hamburg                    | Niemcy            | 0:0 | 90'    | Towarzyski, pełnił funkcję kapitana reprezentacji                    |
| 58. | 06.06.2014 | Gdańsk                     | Litwa             | 2:1 | do 45' | Towarzyski, zmieniony przez Wojciecha Szczęsnego                     |
| 59. | 18.11.2014 | Wrocław                    | Szwajcaria        | 2:2 | do 45' | Towarzyski, zmieniony przez Łukasza Fabiańskiego                     |
| 60. | 16.06.2015 | Gdańsk                     | Grecja            | 0:0 | do 45' | Towarzyski, zmieniony przez Wojciecha Szczęsnego                     |
| 61. | 17.11.2015 | Wrocław                    | Czechy            | 3:1 | 90'    | Towarzyski                                                           |
| 62. | 26.03.2016 | Wrocław                    | Finlandia         | 5:0 | do 45' | Towarzyski, zmieniony przez Przemysława Tytonia                      |
| 63. | 06.06.2016 | Kraków                     | Litwa             | 0:0 | od 46' | Towarzyski, zmienił Łukasza Fabiańskiego                             |
| 64. | 14.11.2016 | Wrocław                    | Słowenia          | 1:1 | do 45' | Towarzyski, zmieniony przez Wojciecha Szczęsnego                     |
| 65. | 10.11.2017 | Warszawa                   | Urugwaj           | 0:0 | do 44' | Towarzyski, zmieniony przez Łukasza Fabiańskiego                     |

## Sukcesy

### Klubowe
Legia Warszawa
- Mistrzostwo Polski: 2001/02, 2020/21
- Puchar Ligi Polskiej: 2001/02

Celtic FC
- Mistrzostwo Szkocji: 2005/06, 2006/07, 2007/08
- Puchar Szkocji: 2006/07
- Puchar Ligi Szkockiej: 2005/06, 2008/09

Bournemouth
- Mistrzostwo Championship: 2014/15

### Indywidualne
- Piłkarskie Oscary 2005 – Najlepszy Bramkarz Ligi Polskiej
- Odkrycie Roku 2004 według tygodnika „Piłka Nożna”
- Najlepszy piłkarz Warszawy w 2004 według „Gazety Wyborczej”
- Najlepszy Piłkarz Legii w sezonie 2004/2005 w VIII Plebiscycie Czytelników tygodnika „Nasza Legia”
- Piłkarz sezonu 2004 i 2005 w plebiscycie serwisu internetowego Legia LIVE!
- Postać Roku 2004 i 2005 w plebiscycie „eLki” serwisu internetowego Legia LIVE!
- 2. miejsce w plebiscycie na najlepszego piłkarza Szkocji sezonu 2006-2007
- 3. miejsce na świecie wśród bramkarzy w 2007 według włoskiej gazety „La Gazzetta dello Sport”
- 2007 – specjalne wyróżnienie w 40. edycji Konkursu Fair Play przez Polski Komitet Olimpijski (PKOl)
- W 2008 Artur Boruc został nominowany przez Międzynarodową Federację Piłkarzy Zawodowych (FIFPro), obok Gianluigiego Buffona, Ikera Casillasa, Petra Čecha i Edwina van der Sara, do najlepszej drużyny sezonu 2007/2008. Tytuł ostatecznie przypadł Hiszpanowi.
- Róża Gali w kategorii Piękni Dziś 2008
- 52. miejsce na liście 100 najlepszych piłkarzy 2008 roku według magazynu „FourFourTwo”. Spośród bramkarzy wyprzedzili go jedynie Hiszpan Iker Casillas (4. miejsce) oraz Włoch Gianluigi Buffon (19.).
- 6. miejsce w plebiscycie „Top 10 piłkarzy z Mazowsza” według Warszawa.sport.pl.
- Piłkarz Roku A.F.C. Bournemouth: 2017
- Człowiek Roku w plebiscycie tygodnika Piłka Nożna: 2017[41]

### Rekordy
- Od 14.11.2016. do 25.09.2022. Bramkarz z największą liczbą występów w historii w reprezentacji Polski: 65 meczów[38] (Rekord pobity przez Wojciecha Szczęsnego)
- Najstarszy mistrz Polski w historii rozgrywek: 41 lat i 67 dni[42]

## Życie prywatne

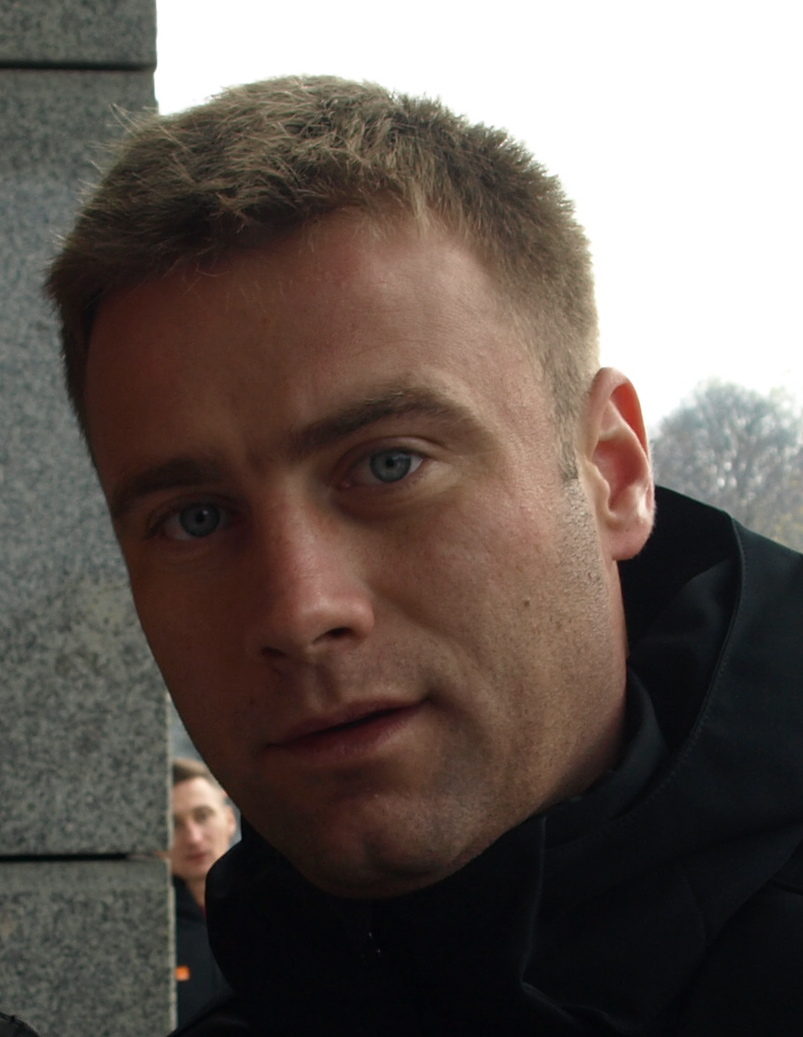
Boruc (2013])

Jest jednym z pięciorga dzieci Jadwigi (zm. 2000) i Władysława Boruców. Ma starszego brata Roberta i trzy siostry: Katarzynę, Annę i Paulinę. Stryjeczny brat Artura, Herbert, także był piłkarzem. i występował m.in. w Stali Stalowa Wola.
W latach 2001–2009 był żonaty z Katarzyną Modrzewską, z którą ma syna, Aleksandra (ur. 11 czerwca 2008 w Warszawie). W lipcu 2014 poślubił piosenkarkę i blogerkę Sarę Mannei, z którą ma córkę, Amelię (ur. 3 sierpnia 2010) i syna Noaha (ur. 5 maja 2019).
Jest absolwentem szkoły zawodowej o specjalności mechanik samochodowy.
21 kwietnia 2007 w Elder Park w Glasgow uratował trójkę Polaków przed grupą pijanych chuliganów, za co otrzymał wyróżnienie w 40. edycji Konkursu Fair Play organizowanego przez Polski Komitet Olimpijski.
Jest kibicem Legii Warszawa.
2 lipca 2017 odsłonił swoją gwiazdę w Alei Gwiazd Sportu we Władysławowie.